# Alice Mann
Pour les articles homonymes, voir Mann.
Alice Mann est une actrice américaine, née le 10 octobre 1899 à New York, morte en mars 1986 à Nassau, (Comté de Rensselaer) (État de New York).

## Filmographie partielle
- 1917 : Worries and Wobbles de Larry Semon
- 1917 : La Noce de Fatty (His Wedding Night) de Roscoe Arbuckle
- 1917 : Fatty docteur (Oh Doctor !) de Roscoe Arbuckle
- 1917 : Fatty à la fête foraine (Coney Island) de Roscoe Arbuckle
- 1919 : Détective malgré lui (Help! Help! Police!) de Edward Dillon